# Piero De Bernardi
Piero De Bernardi (Prato, 12 de abril de 1926 — Milão, 8 de janeiro de 2010) foi um roteirista italiano. Ele escreveu para 119 filmes entre 1954 e 2010.